# Jan Faktor
Jan Faktor (ur. 3 listopada 1951 w Pradze) – czesko-niemiecki pisarz i tłumacz.

## Życiorys
Jan Faktor urodził się w Czechach. Po maturze studiował przez trzy semestry przetwarzanie danych. W latach 1973–1978 pracował jako administrator systemu i programista w czeskim centrum obliczeniowym. W 1978 roku wyjechał do Niemiec, gdzie początkowo pracował jako ślusarz, później jako tłumacz.
Wraz ze swoją żoną, Anette Simon, córką Christy Wolf, brał udział w nieoficjalnych spotkaniach działaczy literatury, uczestniczył w wykładach i publikował czasopisma, m.in. "Kontext" i "Mikado".
Od 1989 roku brał udział w spotkaniach pisarzy i artystów Colloquium Neue Poesie, gdzie członkowie publicznie odczytywali swoje dzieła.
W 2005 roku otrzymał nagrodę im. Alfreda Döblina za manuskrypt nieopublikowanej powieści "Schornstein".

## Twórczość
- "Einakter von Dichtung und Frechheit", 1988
- "Georgs Versuche an einem Gedicht und andere positive Texte aus dem Dichtergarten des Grauens", 1988
- "Fremd im eigenen Land? Psychosozial-Verlag", 2000, wspólnie z Annette Simon
- "Schornstein", 2006
- "Georgs Sorgen um die Vergangenheit oder Im Reich des heiligen Hodensack-Bimbams von Prag", 2010